# Tetragnatha paschae
Espèce
Tetragnatha paschae est une espèce d'araignées aranéomorphes de la famille des Tetragnathidae.

## Distribution
Cette espèce est endémique de l'île de Pâques au Chili.

## Description
La femelle holotype mesure 16 mm.

## Publication originale
- Berland, 1924 : Araignées de l'île de Pâques et des îles Juan Fernandez. The Natural History of Juan Fernandez and Easter Island. vol. 3, no 3, p. 419-437 (texte intégral).